# Georg Ponsaing
Georg Henry Ponsaing (15. maj 1889 i København – 30. maj 1981) var en dansk arkitekt
Lavede oplæget til Rødovre Kommunes første bymærke i 1937.

## Udvalgte arbejder
- C.F. Richsvej 16, Frederiksberg, som er en villa i nyklassicistisk stil fra 1920erne med indfattede vinduer og en stram opbygning af facaden med rolige vinduesformater samarbejde med arkitekten Svend Møller.

- Duevej 84-92, Frederiksberg.

- Del af Studiebyen i Gentofte.